# Yūichi Suzuki
Yuichi Suzuki est un karatéka japonais surtout connu pour avoir remporté le titre de champion du monde en kumite individuel masculin moins de 65 kilos aux championnats du monde de karaté 1982 organisés à Taipei, à Taïwan.

## Résultats
| Résultat          | Date | Épreuve                   | Catégorie | Compétition                | Ville hôte           |
| ----------------- | ---- | ------------------------- | --------- | -------------------------- | -------------------- |
| Médaille d'or     | 1982 | Kumite individuel - 65 kg | Seniors   | Championnats du monde 1982 | Taipei, à Taïwan     |
| Médaille d'argent | 1986 | Kumite individuel - 65 kg | Seniors   | Championnats du monde 1986 | Sydney, en Australie |